# 역적 : 백성을 훔친 도적
《역적 : 백성을 훔친 도적》은 2017년 1월 30일부터 2017년 5월 16일까지 방송된 문화방송 월화드라마다.
첫 방송을 앞두고 배우들의 코멘터리와 인터뷰 등을 담은 〈스페셜 - 역적 : 백성을 훔친 도적 서막〉을 추가 편성하였다.

## 줄거리
연산군 시대 실존한 홍길동이라는 도적의 이야기를 모티브로 삼았다. 폭력의 시대를 살아낸 인간 홍길동의 삶과 사랑, 투쟁의 역사를 다뤘다.

## 등장 인물
이 드라마는 사건과 인물을 가공으로 재구성한 것이며, 역사적 사실과 다를 수 있다.

### 주요 인물
- 김상중 : 아모개 역 - 길동의 아버지
- 윤균상 : 홍길동 역 (아역 : 이로운) - 조선 연산조 때 활약한 잠무(밀무역), 잠채시장의 큰손. 조선 건국 후 백년 만에 나타난 역사(力士). 가령의 남편
- 채수빈 : 가령 역 - 길동의 아내. 길동이 연산군에 의해 죽은 줄 알고 복수하기 위해 궁으로 들어가 장악원의 여악이 된 후, 연산군의 총애를 받아 흥청의 자리에 오르게 된다.
- 김지석 : 연산군 역 (아역 : 박민수) - 조선 10대 임금, 빼어난 시인이자 무희, 정치인. 성악설을 신봉했던 희대의 살인마.
- 이하늬 : 숙용 장씨 역 - 연산군의 후궁. 창기로 왕의 후궁이 된 입지전적인 인물.

### 길동의 가족
- 신은정 : 금옥 역 - 아무개의 아내, 길동의 어머니 (1회 ~ 4회 특별출연)
- 심희섭 : 홍길현 / 박하성 역 (아역 : 최정후, 이도현) - 아모개의 장남, 길동의 형
- 이수민 : 어리니 / 상화 역 (아역 : 정수인) - 아모개의 막내딸, 길현&길동 형제의 여동생으로 맑은 외모와 빼어난 춤 실력으로 장악원에 입성하여 곧 녹수의 최측근이 되는 인물

### 길동의 사람들
- 김병옥 : 엄자치 역 - 홍길동과 결탁한 무반 당상관
- 박준규 : 소부리 역 - 아모개의 벗이자 길동의 가장 충실한 참모
- 이준혁 : 용개 역 - 평범한 자영농의 아들이었으나 지주의 탐욕에 토지를 뺏기고 좀도적이 됨.
- 허정도 : 일청 역 - 타짜 스님
- 김도윤 : 세걸 역 - 신백정 출신이며 검술의 달인
- 이호철 : 끗쇠 역 - 씨름의 고수
- 이명훈 : 업산 역 (아역 : 조현도) - 길현의 고향 친구
- 김하은 : 적선아 역 - 평범한 관기였으나 아모개의 사연에 마음이 움직여 생애 처음으로 큰 용기를 내 아모개를 돕게 됨.

### 왕실 인물
- 문숙 : 소혜왕후 한씨 역 - 덕종의 정비이자 성종의 어머니로 연산군의 할머니
- 최무성 : 성종 역 - 조선 제 9대 임금이자 연산군의 아버지
- 김경화 : 정현왕후 윤씨 역 - 성종의 둘째계비이자 연산군의 법적 어머니
- 남상지 : 폐비 신씨 역 - 연산군의 정비

### 대신들
- 안석환 : 노사신 역 - 세종 때부터 연산군까지 5대조의 임금을 섬긴 대신
- 김익태 : 한치형 역 - 연산군대의 문신. 소혜왕후의 사촌 오라비
- 최용민 : 윤필상 역 - 연산군대의 문신
- 박지일 : 이세좌 역 - 연산군대의 문신
- 류태호 : 유자광 역 - 연산군대의 문신
- 손건우 : 성희안 역 - 연산군대의 문신
- 최대철 : 박원종 역 - 연산군대의 문신

### 주변 인물
- 서이숙 : 참봉부인 박씨 역 - 조참봉의 아내
- 손종학 : 조참봉 역 - 아모개가 어린 시절부터 함께 자라며 사십여 년을 제 몸처럼 모신 주인
- 김정태 : 충원군 이정 역 - 부패한 왕족
- 김준배 : 허태학 역 - 아모개와 대립관계에 있는 잠무상
- 김정현 : 모리 역 - 허태학의 오른팔
- 박수영 : 김자원 역 - 연산을 어린 시절부터 보필한 내관
- 박은석 : 수학 / 조정학 역 (아역 : 김예준) - 조참봉과 박씨의 아들
- 안내상 : 송도환 역 - 얼핏 가난한 산림처사로 보이지만 고향에 거대한 땅을 소유한 대지주

### 그 외
- 고인범 : 조생원 역 - 조참봉의 숙부
- 조승희 : 박남희 역 - 박진사의 고명 딸
- 김경룡 : 업산 아비 역
- 김병춘 : 수노 만석 역
- 김명수 : 현감 역
- 김학도
- 한유이 : 용심 역
- 송삼동 : 이억공 역
- 정다빈 : 옥란 역
- 진예솔 : 난향 역
- 김희정 : 백견 역
- 손성찬
- 이영자
- 박용
- 황인준
- 유영복
- 윤종구
- 원근수 : 차력사 역
- 송요셉
- 송승용
- 박은영
- 송지현
- 김구현
- 원태산
- 신길용
- 박성균
- 신창수
- 전여진
- 박윤호
- 홍윤화 : 몸종 역
- 서혜진
- 박지아
- 권혁수
- 서왕석
- 박건락
- 강숙 : 화공 역
- 최남욱
- 변우종 : 사대부 역
- 이현배
- 유주원 : 장녹수의 아들 곰이 역
- 차민혁 : 금수 역
- 박정은
- 김민경
- 박재홍
- 최현종
- 동윤석
- 강윤
- 이현욱
- 안보현 : 내시 역
- 설수진
- 이순원
- 김태훈
- 유하복 : 신수근 역
- 유장영
- 유병선
- 이동용
- 조재완
- 장봉수
- 황태호
- 신신범
- 이지원
- 이승철
- 김현 : 향주목 부인
- 김종호 : 의원 역
- 김용운 : 봇짐꾼 역
- 윤순홍
- 심은우 : 만신 역
- 임태호
- 윤봉길 : 특재 역
- 윤병희
- 공민규
- 김오복
- 김정식
- 권오경
- 최현종
- 여무영
- 김성연
- 이재욱
- 유석원
- 김태범
- 박미나
- 이진선
- 이지원 : 무산아 역
- 홍석빈
- 변주현 : 사또 역
- 이규섭 : 양세준 역
- 미석
- 김정학 : 강사또 역
- 성인자
- 나주호
- 서광재
- 송승용
- 박귀순
- 이도경
- 김현빈
- 정지호
- 최현준
- 최선일 : 강참봉 역
- 최교식 : 동춘 역
- 김성연
- 김범석
- 전두현
- 정성욱
- 최남욱
- 백길성
- 김종구
- 민경옥
- 석보배
- 조완기 소잃은 백성
- 박하경
- 박재영
- 김사훈
- 하경민
- 박광재
- 이상도
- 김원석
- 안희주
- 윤용혁
- 한상우
- 민상우
- 강정구
- 임태호
- 차민혁
- 원미원
- 박정민
- 박익준
- 김기성
- 박상신
- 조강우
- 유필란
- 신난애
- 노윤정
- 이석원
- 박은영
- 강충훈
- 임재선
- 신준철
- 김이안
- 최선일
- 최정순
- 김진옥
- 한아선
- 신윤이
- 이청미 : 한덕 역
- 류대식
- 태원석
- 윤종원
- 강성철
- 최나무
- 서성종
- 기세형 : 관군대장 역
- 김광현 : 관군대장 역
- 임대호
- 명석근
- 허경민
- 김광복
- 강학수
- 서은
- 박승배
- 유지혁 : 향주목 사내 역
- 이두석
- 한명철
- 엄태옥
- 김경덕
- 방병욱
- 서정하
- 오유미
- 노희중
- 이태윤
- 다소나 : 조단 역
- 이수자
- 이성준
- 윤여학
- 공훈
- 박옥출
- 추연규
- 김시국
- 마민희
- 김인철
- 정규수
- 지윤재
- 황상경
- 박기륭 : 의금부 판사 역
- 이재우
- 이서준
- 이용규
- 윤부진
- 이원진 : 유생 역
- 문태수 : 수귀단의 일원 역
- 백인권 : 허태학 수하 역

### 특별 출연
- 박나래 : 차력사 역
- 김형인 : 변학도 역
- 양재희 : 성춘향 역
- 박노식 : 장화홍련 아버지 역
- 김강일 : 니마거 역 - 여진족 추장

## 시청률
최저 시청률과 최고 시청률은 시청률 조사회사와 지역별로 시청률에 차이가 있을 수 있습니다.
| 2017년      | 2017년      | 2017년         | 2017년       | 2017년         | 2017년       |
| 회차        | 방송일      | TNmS 시청률    | TNmS 시청률  | AGB 시청률     | AGB 시청률   |
| 회차        | 방송일      | 대한민국(전국) | 서울(수도권) | 대한민국(전국) | 서울(수도권) |
| ----------- | ----------- | -------------- | ------------ | -------------- | ------------ |
| 제1회       | 1월 30일    | 8.3%           | 8.2%         | 8.9%           | 9.1%         |
| 제2회       | 1월 31일    | 8.4%           | 9.3%         | 10.0%          | 10.2%        |
| 제3회       | 2월 6일     | 9.9%           | 11.3%        | 10.5%          | 10.8%        |
| 제4회       | 2월 7일     | 11.4%          | 12.5%        | 12.3%          | 12.3%        |
| 제5회       | 2월 13일    | 9.8%           | 11.8%        | 10.7%          | 10.9%        |
| 제6회       | 2월 14일    | 9.1%           | 10.9%        | 10.6%          | 11.1%        |
| 제7회       | 2월 20일    | 9.4%           | 11.4%        | 11.4%          | 11.9%        |
| 제8회       | 2월 21일    | 9.4%           | 10.9%        | 11.5%          | 12.1%        |
| 제9회       | 2월 27일    | 10.6%          | 11.7%        | 11.7%          | 12.0%        |
| 제10회      | 2월 28일    | 11.4%          | 11.9%        | 12.5%          | 13.4%        |
| 제11회      | 3월 6일     | 8.9%           | 10.0%        | 10.3%          | 10.6%        |
| 제12회      | 3월 7일     | 9.5%           | 10.5%        | 10.5%          | 10.5%        |
| 제13회      | 3월 13일    | 9.8%           | 10.5%        | 10.6%          | 10.5%        |
| 제14회      | 3월 14일    | 9.7%           | 10.5%        | 10.4%          | 10.3%        |
| 제15회      | 3월 20일    | 9.6%           | 10.7%        | 9.7%           | 9.3%         |
| 제16회      | 3월 21일    | 8.9%           | 9.7%         | 8.8%           | 8.9%         |
| 제17회      | 3월 27일    | 11.9%          | 12.3%        | 13.8%          | 14.3%        |
| 제18회      | 3월 28일    | 12.3%          | 13.1%        | 13.9%          | 14.8%        |
| 제19회      | 4월 3일     | 11.2%          | 11.6%        | 12.9%          | 13.7%        |
| 제20회      | 4월 4일     | 12.8%          | 14.1%        | 12.5%          | 12.6%        |
| 제21회      | 4월 10일    | 11.5%          | 12.6%        | 12.7%          | 13.1%        |
| 제22회      | 4월 11일    | 12.5%          | 13.8%        | 13.0%          | 13.1%        |
| 제23회      | 4월 17일    | 13.0%          | 14.2%        | 13.5%          | 14.2%        |
| 제24회      | 4월 18일    | 13.0%          | 14.2%        | 13.3%          | 14.0%        |
| 제25회      | 4월 24일    | 11.6%          | 12.6%        | 12.1%          | 12.6%        |
| 제26회      | 4월 25일    | 11.6%          | 12.8%        | 12.7%          | 12.4%        |
| 제27회      | 5월 1일     | 12.6%          | 14.7%        | 13.7%          | 13.0%        |
| 제28회      | 5월 8일     | 13.3%          | 15.4%        | 12.3%          | 12.4%        |
| 제29회      | 5월 15일    | 11.7%          | 12.5%        | 12.1%          | 12.8%        |
| 제30회      | 5월 16일    | 13.8%          | 15.6%        | 14.4%          | 15.1%        |
| 평균 시청률 | 평균 시청률 | 10.9%          | 12.0%        | 11.8%          | 12.1%        |

## 결방 사유
- 2017년 5월 2일 : 중계방송 제 19대 대통령선거 후보자 토론회 3차 방송으로 인해 결방
- 2017년 5월 9일 : 대한민국 제19대 대통령 선거| 개표 방송으로 인해 결방

## 촬영 장소
- 용인대장금파크
- 전라남도 장성군
- 인천광역시 중구, 인천관광공사의 한류드라마 촬영지 테마관광사업
- 경상남도 창원시 마산합포구 해양드라마 촬영장
- 경상남도 하동 최참판댁
- 경상남도 산청군
- 경상남도 합천군
- 전라북도 고창군
- 강원도 강릉 오죽한옥마을·선교장[4]

## 수상 및 후보
| 연도 | 상                          | 부문                      | 작품/수상자             | 결과 | 출처        |
| ---- | --------------------------- | ------------------------- | ----------------------- | ---- | ----------- |
| 2017 | 제10회 코리아 드라마 어워즈 | 연기대상                  | 김상중                  | 수상 | [ 5 ] [ 6 ] |
| 2017 | 제10회 코리아 드라마 어워즈 | 작품상                    | 역적 : 백성을 훔친 도적 | 후보 | [ 5 ] [ 6 ] |
| 2017 | 제10회 코리아 드라마 어워즈 | 프로듀서상                | 김진만                  | 후보 | [ 5 ] [ 6 ] |
| 2017 | 제10회 코리아 드라마 어워즈 | 작가상                    | 황진영                  | 후보 | [ 5 ] [ 6 ] |
| 2017 | 제10회 코리아 드라마 어워즈 | 남자 최우수연기상         | 김지석                  | 수상 | [ 5 ] [ 6 ] |
| 2017 | 제10회 코리아 드라마 어워즈 | 여자 최우수연기상         | 이하늬                  | 수상 | [ 5 ] [ 6 ] |
| 2017 | 제10회 코리아 드라마 어워즈 | 남자 우수연기상           | 윤균상                  | 후보 | [ 5 ] [ 6 ] |
| 2017 | 제1회 더 서울어워즈         | 드라마부문 대상           | 역적 : 백성을 훔친 도적 | 후보 | [ 7 ]       |
| 2017 | 제1회 더 서울어워즈         | 드라마부문 남우주연상     | 윤균상                  | 후보 | [ 7 ]       |
| 2017 | 제1회 더 서울어워즈         | 드라마부문 남우조연상     | 김지석                  | 후보 | [ 7 ]       |
| 2017 | 제1회 더 서울어워즈         | 드라마부문 여우조연상     | 이하늬                  | 수상 | [ 7 ]       |
| 2017 | MBC 연기대상                | 대상                      | 김상중                  | 수상 |             |
| 2017 | MBC 연기대상                | 아역상                    | 이로운                  | 수상 |             |
| 2017 | MBC 연기대상                | 신인상                    | 김정현                  | 수상 |             |
| 2017 | MBC 연기대상                | 월화극 여자 최우수 연기상 | 이하늬                  | 수상 |             |
| 2017 | MBC 연기대상                | 월화극 여자 우수 연기상   | 채수빈                  | 수상 |             |
| 2017 | MBC 연기대상                | 월화극 황금 연기상        | 서이숙                  | 수상 |             |
| 2017 | MBC 연기대상                | 올해의 작가상             | 황진영                  | 수상 |             |
| 2017 | MBC 연기대상                | 올해의 드라마             | 역적 : 백성을 훔친 도적 | 수상 |             |

## 동시간대 드라마
SBS 월화드라마
- 《피고인》 : 2017년 1월 23일 ~ 2017년 3월 21일
- 《귓속말》 : 2017년 3월 27일 ~ 2017년 5월 23일

KBS 월화드라마
- 《화랑》 : 2016년 12월 19일 ~ 2017년 2월 21일
- 《완벽한 아내》 : 2017년 2월 27일 ~ 2017년 5월 2일
- 《개인주의자 지영씨》 : 2017년 5월 8일 ~ 2017년 5월 9일
- 《백희가 돌아왔다 (감독판)》 : 2017년 5월 15일 ~ 2017년 5월 16일